# Paralecanium carolinensis
Paralecanium carolinensis är en insektsart som beskrevs av John Wyman Beardsley 1966. 
Paralecanium carolinensis ingår i släktet Paralecanium och familjen skålsköldlöss. Inga underarter finns listade i Catalogue of Life.